# Paspoortwet
De Paspoortwet is een Nederlandse rijkswet waarin de regelgeving is opgenomen omtrent het Nederlands paspoort, de (Nederlandse) identiteitskaart, alsmede de verstrekking van reisdocumenten voor niet-Nederlanders. Voor een  nieuw paspoort zijn twee vingerafdrukken nodig. Vanaf 20 januari 2014 worden er geen vingerafdrukken meer opgenomen bij de aanvraag van een identiteitskaart.
Artikel 3 van de Paspoortwet stelt in het eerste lid:
1. Elk reisdocument vermeldt de volgende persoonsgegevens van de houder: geslachtsnaam, voornamen, geboortedatum, geboorteplaats, geslacht, woonplaats, adres en lengte. Onze Minister kan bepalen in welke gevallen kan worden afgezien van vermelding van respectievelijk geboorteplaats, woonplaats, adres en lengte.